# 前田栄之助

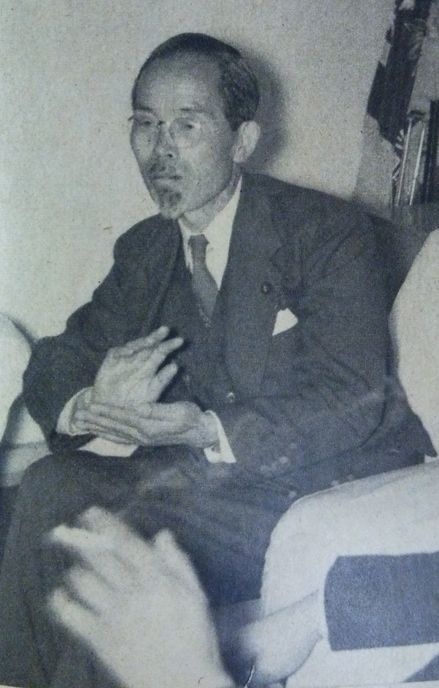
前田栄之助（1955年）

前田 栄之助（まえだ えいのすけ、1891年（明治24年）6月27日 - 1977年（昭和52年）8月1日）は、日本の社会運動家、政治家。衆議院議員。

## 経歴
現在の広島県呉市出身。呉高等小学校を卒業後、呉海軍工廠に旋盤工として勤める。青年労働者で結成された「六・三倶楽部」に加盟し、1923年に解雇となる。その後、社会運動に加わり、1928年、呉市会議員に当選し、1929年、社会民衆党呉支部執行委員、1931年、広島県会議員に当選し三期務めた。その他、呉砂糖小売商業組合理事長、呉冷凍菓工業組合理事長、広島県軽便副食物工業組合理事長、呉食料品配給統制組合理事長、広島県食糧品組合連合会副理事長、広島県青果統制 (株) 監事などを務めた。
戦後、日本社会党の結党に参加。1946年10月、第22回衆議院議員総選挙に広島県選挙区から日本社会党所属で出馬し当選。その後、第23回から第27回までと第29回、第30回総選挙で7回当選し、衆議院議員を通算八期務めた。この間、衆議院電気委員長、同貿易振興に関する調査特別委員長、国土総合開発審議会委員、畑地農業改良促進対策審議会委員、中国地方開発審議会委員、日本社会党中央執行委員、同広島県支部連合会長、同両院議員総会長、同代議士会長、同文教政策委員長、同党県本部顧問、地方財政審議会委員などを歴任した。